# Scutellinia scutellata
TAXON · Pézize en bouclier
Espèce
Scutellinia scutellata, la Pézize en bouclier, est une espèce de champignons ascomycètes de la famille des Pyronemataceae.

## Liste des formes et variétés

### Formes
Selon MycoBank (8 février 2023) :
- Scutellinia scutellata f. latispora Svrcek, 1960
- Scutellinia scutellata f. scutellata
- Scutellinia scutellata f. terrigena (P.Karst.) Le Gal, 1966

### Variétés
Selon MycoBank (8 février 2023) :
- Scutellinia scutellata var. cervorum (Velen.) Le Gal, 1966
- Scutellinia scutellata var. discreta Kullman & Raitv., 1982
- Scutellinia scutellata var. indica S.D.Patil & M.S.Patil, 1984
- Scutellinia scutellata var. leucothecia Le Gal, 1969
- Scutellinia scutellata var. macrosculpturata Kullman & Raitv., 1982
- Scutellinia scutellata var. scutellata

## Systématique
Le nom correct complet (avec auteur) de ce taxon est Scutellinia scutellata (L.) Lambotte, 1887.
L'espèce a été initialement classée dans le genre Peziza sous le basionyme Peziza scutellata L., 1753.
Scutellinia scutellata a pour synonymes :
- Ciliaria scutellata (L.) Boud., 1887
- Helvella ciliata Scop., 1772
- Humaria scutellata (L.) Fuckel, 1870
- Humariella scutellata (L.) J. Schröt., 1893
- Lachnea scutellata (L.) Gillet, 1880
- Octospora scutellata (L.) Hedw., 1788
- Patella scutellata (L.) Morgan, 1902
- Peziza aurantiaca Bull., 1780
- Peziza scutellata L., 1753
- Peziza scutellata Schumach., 1803

## Publication originale
- J.B.É. Lambotte, « La Flore Mycologique de la Belgique. Premier Supplément comprenant les Hyménomycètes-Pyrénomycètes-Discomycètes. Addition de 1070 espèces à la flore de 1880 », Mémoires de la Société royale des sciences de Liège, vol. 14,‎ 1887, p. 1-350 (ISSN 0369-1799, lire en ligne)